# Ramat Yoẖanan
Ramat Yoẖanan (hebreiska: רמת יוחנן) är en ort i Israel.   Den ligger i distriktet Haifa, i den norra delen av landet. Ramat Yoẖanan ligger 59 meter över havet och antalet invånare är 870.
Terrängen runt Ramat Yoẖanan är platt åt nordost, men åt sydväst är den kuperad.Runt Ramat Yoẖanan är det tätbefolkat, med 636 invånare per kvadratkilometer. Närmaste större samhälle är Haifa, 12,8 km väster om Ramat Yoẖanan. Trakten runt Ramat Yoẖanan består till största delen av jordbruksmark.